# Rudolf Hartmann (Politiker, 1885)
Rudolf Hartmann (* 11. Dezember 1885 in Demern, Mecklenburg; † 5. März 1945 im KZ Mauthausen) war ein niederdeutscher Schriftsteller und kommunistischer Politiker.

## Leben
Der Sohn eines mecklenburgischen Großbauern nahm nach dem Ablegen des Abiturs am Realgymnasium in Bützow ein Studium der Geschichtswissenschaft, Nationalökonomie und Philosophie in Freiburg, Berlin, Rostock und Erlangen auf, welches er 1912 jedoch abbrach. Nachdem er zwei Jahre im väterlichen Betrieb gearbeitet hatte, wurde er zu Beginn des Ersten Weltkrieges zum Kriegsdienst eingezogen, nach mehreren Verwundungen wurde er zum überzeugten Kriegsgegner und weigerte sich Offizier zu werden. Nach zweijähriger Kriegsgefangenschaft in Frankreich kehrte Hartmann 1920 nach Demern zurück, wurde schriftstellerisch tätig und gründete dort im April 1922 eine politische Organisation, den Freiheitsbund Demern. Nach Diskussionen mit Politikern der KPD wie dem Landtagsabgeordneten Hugo Wenzel traten Hartmann und 40 weitere Mitglieder des Freiheitsbundes der KPD bei.
1923 wurde der in der Region populäre Hartmann mit der höchsten Stimmenzahl aller KPD-Kandidaten in den Landtag von Mecklenburg-Strelitz gewählt, dem er bis 1927 angehörte. 1926/27 gehörte er darüber hinaus der Bezirksparteileitung der KPD in Mecklenburg an. 1928 war er Mitglied des Vorbereitenden europäischen Bauernkomitees und 1931 Delegierter auf dem Europäischen Bauernkongreß, in dieser Periode zog er sich nach und nach aus der unmittelbaren Politik zurück und lebte als Landwirt, Schriftsteller und Privatgelehrter auf seinen Ländereien in Demern und Blüssen.

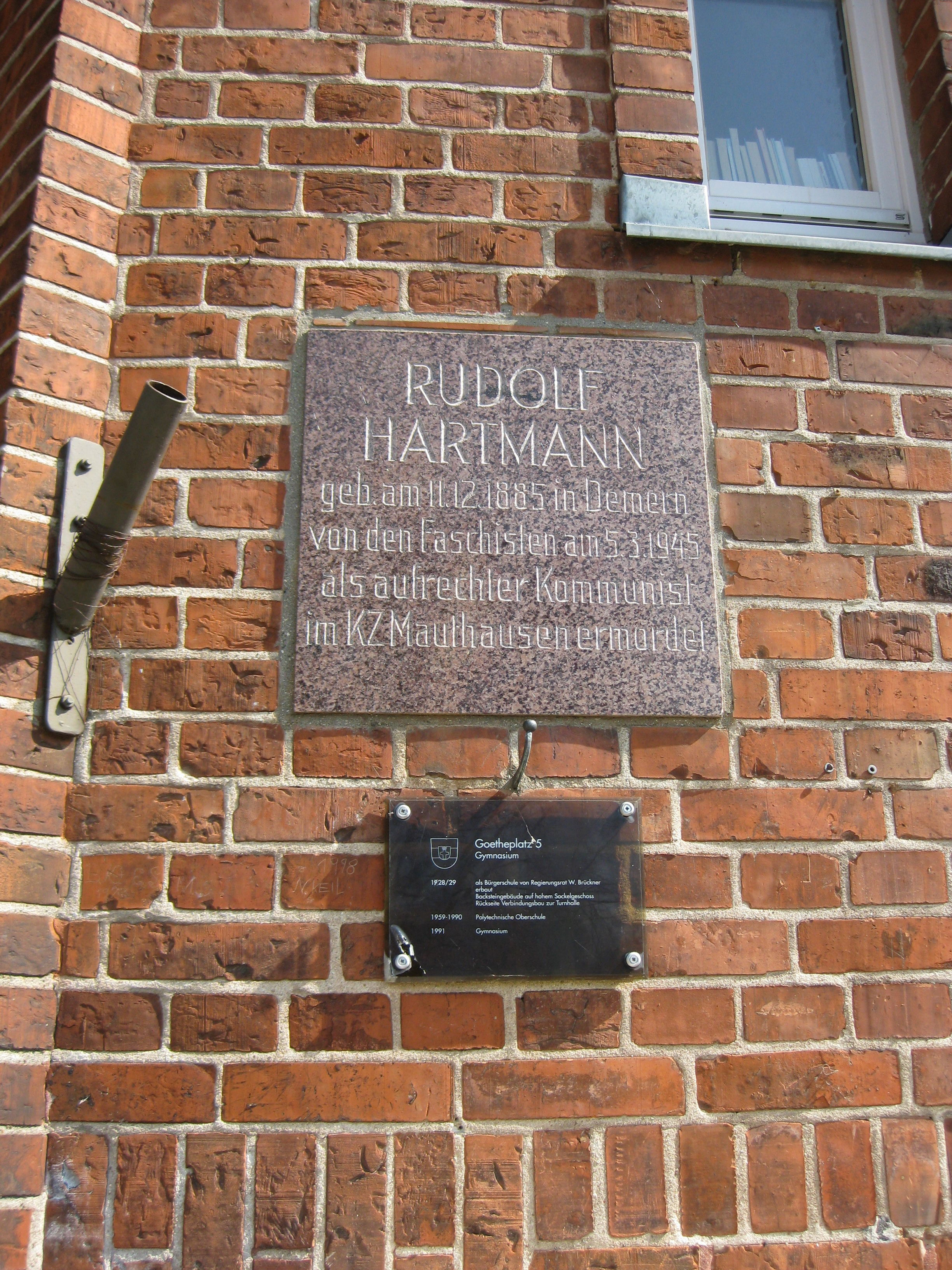
Gedenktafel am Eingang des Barlach-Gymnasiums in Schönberg

Während der Zeit des Nationalsozialismus unterstützte Hartmann, der selbst einem Schreibverbot unterlag, des Öfteren verfolgte KPD-Mitglieder. Im Dezember 1942 wurde er nach einer Denunziation wegen defätistischer, „wehrkraftzersetzender“ Äußerungen verhaftet und im April 1943 zu zwei Jahren Haft verurteilt, welche er im Zuchthaus Dreibergen-Bützow verbüßte. Nach dem Ende der Haftstrafe ordnete das Reichssicherheitshauptamt seine Inhaftierung im KZ Sachsenhausen an, nach dessen Räumung wurde er in das KZ Mauthausen verschleppt, wo er sofort nach dem Eintreffen in der Gaskammer ermordet wurde.
In Demern erinnert heute eine Gedenktafel an Rudolf Hartmann, in mehreren mecklenburgischen Orten sind Straßen nach ihm benannt. Ein Großteil seines literarischen Werkes, welches in niederdeutscher Sprache zumeist den Alltag seiner Region thematisiert, wurde erst nach seinem Tode von seinem Sohn Rainer Hartmann veröffentlicht.

## Werke
- Riemels, Vertellers und Graffsprüch. Rostock 2002, ISBN 3-935171-75-7
- Buernwies mit ein Ogenplinkern. Rostock 2002, ISBN 3-89954-010-7
- Wie läwt uns rut ut’t Paradies. Rostock 2004, ISBN 3-89954-034-4
- Dat Leigen mütt tau hürn wäsen Rostock 2005, ISBN 3-89954-137-5
- Von all’s ein bäten as Mankkaakt äten Rostock 2007, ISBN 978-3-89954-243-1